# Phaeotrabutia smilacis
Phaeotrabutia smilacis är en svampart som beskrevs av Chardón 1946. Phaeotrabutia smilacis ingår i släktet Phaeotrabutia och familjen Phyllachoraceae.   Inga underarter finns listade i Catalogue of Life.